# Theudoria
Theudoria is een geslacht van rechtvleugeligen uit de familie sabelsprinkhanen (Tettigoniidae). De wetenschappelijke naam van dit geslacht is voor het eerst geldig gepubliceerd in 1874 door Stål.

## Soorten
Het geslacht Theudoria omvat de volgende soorten:
- Theudoria catalao Piza, 1977
- Theudoria cinctipes Piza, 1980
- Theudoria melanocnemis Stål, 1861
- Theudoria nigrolineata Brunner von Wattenwyl, 1891
- Theudoria pyrrhocnemis Brunner von Wattenwyl, 1878